# Wasilowo
Wasilowo (bułg. Васильово) – wieś w Bułgarii, w obwodzie Łowecz, w gminie Tetewen. Według danych szacunkowych Ujednoliconego Systemu Ewidencji Ludności oraz Usług Administracyjnych dla Ludności, 15 września 2022 roku miejscowość liczyła 215 mieszkańców.